# Saint-Amans-de-Pellagal
Saint-Amans-de-Pellagal település Franciaországban, Tarn-et-Garonne megyében. Lakosainak száma 214 fő (2022. január 1.). Saint-Amans-de-Pellagal Cazes-Mondenard, Durfort-Lacapelette, Lauzerte, Montagudet és Montbarla községekkel határos.

## Népesség
A település népessége az elmúlt években az alábbi módon változott:
| Lakosok száma | 214  | 212  | 220  | 215  | 214  | 212  | 209  | 211  | 214  |
|               | 2013 | 2015 | 2016 | 2017 | 2018 | 2019 | 2020 | 2021 | 2022 |